# Yvon Clément
Yvon Clément est un footballeur français né le 10 mars 1937 à Avion (Pas-de-Calais) et mort le 30 mars 2002 à Valenciennes. 
Il a été gardien de but au RC Lens et à l'US Valenciennes-Anzin. 
Il a disputé 109 matchs en Division 1 (90 avec Lens et 19 avec Valenciennes).

## Carrière de joueur
- RC Lens (1957-1963)
- US Valenciennes-Anzin (1963-1967) [2]

## Palmarès
- Vainqueur de la Coupe Charles Drago en 1959 et 1960 avec le Racing Club de Lens